# Arctia fasciata
Arctia fasciata là một loài bướm đêm thuộc phân họ Arctiinae, họ Erebidae.